# NGC 6662
NGC 6662 ist eine Balken-Spiralgalaxie vom Hubble-Typ SBab im Sternbild Leier am Nordsternhimmel. Sie ist schätzungsweise 246 Millionen Lichtjahre von der Milchstraße entfernt.
Das Objekt wurde am 7. August 1883 von dem französischen Astronomen Édouard Jean-Marie Stephan entdeckt.